# Solncevskaja (linka lehkého metra v Moskvě)

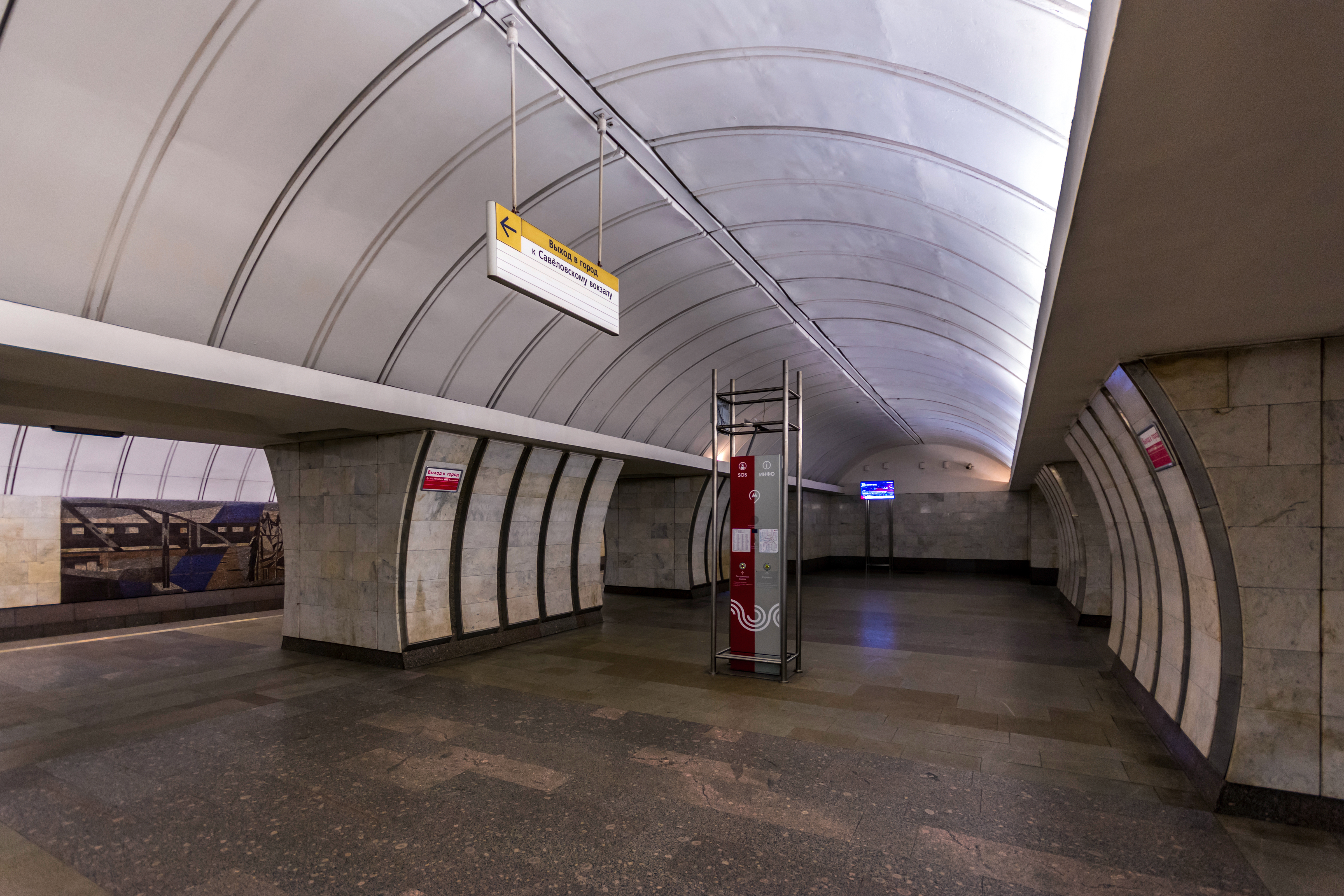
Savelovskaja

Solncevskaja (rusky Солнцевская линия) je zamýšlená (třináctá) linka moskevského metra.
Má se nacházet na západě města a vést skrz čtvrť Moskva-Siti (její součástí by měl být i úsek známý dnes jako Mini-metro) a Solncevo; uvažuje se také i o zavedení k letišti Vnukovo. Solncevská linka bývá také označována jako tzv. Solncevský rádius (což je typické moskevské označení pro radiální linky metra). Podle posledních projektů by se jednalo o linku tzv. lehkého metra, která by byla nejprve vybudována jako jižní prodloužení linky Sokolničeskaja jižním směrem (a později by se dobudovaly úseky na sever).